# Крижанівський Ростислав Олександрович
Крижанівський Ростислав Олександрович (нар. 17 квітня 1948, Вінниця — 24 липня 2014, Затока, Білгород-Дністровський р-н, Одеська обл.) — радянський і український вчений в галузі океанології, економіки морського природокористування, менеджменту і маркетингу.
Доктор економічних наук, доктор економіки Віденського міжнародного університету, професор (ВАК при Раді Міністрів СРСР), науковий керівник Центру підтримки урядових реформ в Україні (2007–2009 рр.), академік Української екологічної академії наук та Української міжнародної академії оригінальних ідей, директор Інституту комплексних проблем морського природокористування і НТП (з 1989 р.), ректор Християнського гуманітарно-економічного відкритого університету з 1997 року.

## Освітня та спортивна діяльність
Ростислав Олександрович Крижанівський народився у місті Вінниця в сім'ї військовослужбовця. У 1956 році пішов до школи № 2; в 1966 році закінчив середню школу № 38.
В юнацькі роки Ростислав Олександрович був чемпіоном і рекордсменом з бігу на середні і довгі дистанції, займав перші місця в чемпіонатах України, СРСР і Ленінграду серед юнаків та юніорів. Був громадським тренером з легкої атлетики.
У 1966 році Крижанівський вступив до Ленінградського гідрометеорологічного інституту на Океанологічний факультет, який закінчив у 1971 році з присвоєнням кваліфікації інженер-океанолог, військова спеціальність інженер-метеоролог ВВС.
Закінчивши аспірантуру Інституту економіки Академії наук України, Ростислав Олександрович Крижанівський захищає першу в СРСР кандидатську дисертацію з економіки природокористування (1980) та фактично першу докторську дисертацію з цієї ж спеціальності в Московському державному університеті ім. М. В. Ломоносова (1988).
У 1991 році Крижанівському присвоєно вчене звання професора.
Ростислав Олександрович за сумісництвом був викладачем, професором Одеського національного політехнічного університету, Одеського державного екологічного університету та Херсонського економіко-правового інституту.
З 1997 року ректор Християнського гуманітарно-економічного відкритого університету.
Загинув 24 липня 2014 року в селі Затока Білгород-Дністровського району. Врятував потопаючу дитину, але сам він не вижив — зупинилося серце.

## Трудова діяльність
Після закінчення Ленінградського гідрометеорологічного інституту Ростислав Олександрович працював інженером, далі старшим інженером, начальником океанографічного загону на науково-дослідних суднах Державного океанографічного інституту СРСР.
Крижанівський ходив та проводив дослідження в Балтійському, Білому, Чорному, Каспійському, Японському, Мармуровому, Егейському, Середземному морях, в Північній Атлантиці (Гольфстрім, Бермудський трикутник, Саргасове море і інші), в Індійському і Тихому океані. Відкрив та описав в академічному журналі «Океанологія» (1975 р. № 4) нову глибинну протитечію в районі Гольфстріму.
34 роки пропрацював в системі Національної Академії Наук України. Директор Інституту комплексних проблем морського природокористування і НТП (з 1989 р.). З 1993 по 2008 роки — головний науковий співробітник Інституту проблем ринку та економіко-екологічних досліджень НАН України (ІПРЕЕД НАН України). Науковий керівник Центру підтримки урядових реформ в Україні (2007—2009 рр.). Працював також короткостроково в Одеському відділенні Інституту біології південних морів НАН України, за сумісництвом в Одеському національному політехнічному університеті, Одеському державному екологічному університеті.
Ростислав Олександрович є одним із засновників Одеської наукової школи економіки морського природокористування та основоположник наукової школи економіко-океанологічних досліджень. З 1997 року стає ректорм Християнського гуманітарно-економічного відкритого університету[1]. На безкоштовній формі проводив навчання для студентів.

## Наукова діяльність
Напрямки наукової діяльності Крижанівського були економіко-екологічні та економіко-океанологічні дослідження; загальна методологія економіки морського природокористування; методологія комплексного обґрунтування морегосподарської діяльності; економіко-екологічна ефективність використання нетрадиційних ресурсів морських вод; економіко-екологічне прогнозування з позицій маркетингового підходу; стратегічне планування господарської діяльності в береговій зоні моря; методологічні та методичні основи визначення економіко-екологічних збитків; маркетингові дослідження; обгрунтування доцільності розвитку духовно-світської академічної освіти; питання формування холістичного (цілісного) світогляду в науковій та освітній діяльності; питання ефективності нових форм і методів розвитку креативної економічної вищої освіти.
Ростислав Олександрович є автором понад 280-ти наукових робіт з океанології, економіки, менеджменту, юриспруденції, філософії, релігієзнавства, політології, теології, педагогіці, в тому числі 45 монографій, 30 брошур, опублікованих у видавництвах «Думка», «Наука», «Надра», «Наукова думка», «Консалтинг» та інші. Книги Р. А. Крижанівського є в провідних бібліотеках країн СНД і Балтії, а також Чиказького університету, Каліфорнійського, університету штату Індіана та в інших бібліотеках Північної Америки і Західної Європи.
Під науковим керівництвом професора Р. А. Крижанівського захистили дисертацію 2 доктори і 9 кандидатів економічних наук.

## Політична діяльність
У 2006 році Крижанівський був кандидатом в депутати Верховної Ради України (№ 2 від блоку «Сонце»). У 2009–2010 рр. — довіреною особою кандидата в Президенти України Ю. В. Тимошенко в місті Одесі. Експерт Верховної Ради України з питань моралі і моральності.

## Членство і керівні посади в організаціях
- З 1981 року — член спеціалізованої вченої ради із захисту кандидатських і докторських дисертацій ІПРЕЕД НАН України, опонентом докторських і кандидатських дисертацій. Також був членом і головою атестаційних та акредитаційних комісій Мінвузу України, головою оргкомітетів міжнародних наукових конференцій.
- Віце-президент Південного відділення Української міжнародної академії оригінальних ідей.
- Головний редактор всеукраїнського журналу «Техніка майбутнього. Техника будущего. Technology of the Future. Technic der Zukunft», головний редактор всеукраїнського журналу «Консалтинг» та редактор наукових збірників.
- член Європейської наукової асоціації «European Desalination Society and International Water Services Association».
- Член Balkan Environmental Association.
- Крижанівський був членом Міжнародної ради з вищої освіти («The International Council for Higher Education» Цюріх, Швейцарія).
- Учасник міжнародної виставки «EDUCATION-2002» (Париж, Франція).
- Член Пересипської церкви м. Одеси.
- Президент Українського Євангельського альянсу.
- Член Духовної ради християнських конфесій Одеської області.
- Член координаційно-консультативної ради релігійно-світської злагоди при Одеському міському голові.

## Монографії та книги
1. Крыжановский, Р. А. Промышленные отходы и окружающая среда / Мелешкин М. Т., Степанов В. Н., Крыжановский Р. А. — К.: Наукова думка, 1980. — 180 с.
2. Крыжановский, Р. А. Освоение ресурсов морских вод. Экономико-экологический аспект / Крыжановский Р. А., Землянский Ф. Т., Степанов В. Н. — Киев: Наукова думка, 1981. — 124 с.
3. Крыжановский, Р. А. Экономико-экологические проблемы Днестровского лимана / Крыжановский Р. А., Степанов В. Н. // Депонирована в ВИНИТИ, № гос. рег. 1915-83. 1983. — 193 с.
4. Крыжановский, Р. А. Ресурс будущего / Крыжановский Р. А. — М.: Мысль, 1985. — 174 с.
5. Крыжановский, Р. А. Технико-экономические аспекты повышения эффективности использования морской воды в промышленности / Крыжановский Р. А., Галушкина Т. П., Степанов В. Н. — Одесса: ИЭ АН УССР, 1987. — 63 с.
6. Крыжановский, Р. А. Экономика и организация природопользования в приморском регионе / Степанов В. Н., Харичков С. К., Крыжановский Р. А. и др. — Киев: Наукова думка, 1987. — 144 с.
7. Крыжановский, Р. А. Лиманно-устьевые комплексы Причерноморья / Швебс Г. И., Степанов В. Н., Крыжановский Р. А. и др. — Л: Наука, 1988. — 323 с.
8. Крыжановский, Р. А. Эффективность освоения и использования ресурсов береговой зоны Мирового океана / Крыжановский Р. А. — Л.: Недра, 1989. — С.152 — ISBN 5-247-00532-5.
9. Крыжановский, Р. А. Методические рекомендации по комплексной оценке экономической эффективности опреснения морских вод / Крыжановский Р. А., Громова Е. Н. — Одесса: ИЭ АН УССР, 1990. — 72 с.
10. Крыжановский, Р. А. Морская экономика / Крыжановский Р. А., Громова Е. Н., Галушкина Т. П. — М.: Наука, 1991. — С.161 — ISBN 5-02-011995-4.
11. Крыжановский, Р. А. Маркетинг в СССР и за рубежом. Пособие для менеджеров и бизнесменов / Крыжановский Р. А. — Одесса: Маркетинг-центр, 1991. — 208 с.
12. Крыжановский, Р. А. Морехозяйственный комплекс, т. 1 / Буркинский Б. В., Степанов В. Н., Крыжановский Р. А. и др. — Киев: Наукова думка, 1991. — 320 с.
13. Крыжановский, Р. А. Основы маркетинга / Крыжановский Р. А., Продиус И. П. — Киев: МинВУЗ Украины. УМК ВО, 1992. — 162 с.
14. Крыжановский, Р. А. Водохозяйственный комплекс приморского типа. Экономико-экологические проблемы / Степанов В. Н., Крыжановский Р. А., Громова Е. Н., Галушкина Т. П. и др. — Киев: Наукова думка, 1992. — С. 268 — ISBN 5-12-003050-5.
15. Крыжановский, Р. А. Перспективы научно-технического развития южного региона Украины: концептуальный подход / Буркинский Б. В., Степанов В. Н., Крыжановский Р. А. и др. — Одесса: ИПРЭЭИ АН Украины, 1993. — 56 с.
16. Крыжановский, Р. А. Эффективность нетрадиционного морского природопользования / Крыжановский Р. А., Кононенко М. Р. — Одесса: Консалтинг, 1997. — 124 с.
17. Крыжановский, Р. А. Основы современного естествознания (учебное пособие, составитель) / Крыжановский Р. А. — Одесса: ХГЭУ, 1997. — 122 с.
18. Крыжановский, Р. А. История христианства (учебное пособие, составитель). Ч. 1 / Крыжановский Р. А. — Одесса: ХГЭУ, 1997. — 130 с.
19. Крыжановский, Р. А. История христианства (учебное пособие, составитель). Ч. 2 / Крыжановский Р. А. — Одесса: ХГЭУ, 1997. — 133 с.
20. Крыжановский, Р. А. Экономическая теория. Пропедевтика / Крыжановский Р. А. — Одесса: ХГЭУ, 1998. — 134 с.
21. Крыжановский, Р. А. Екостійкий розвиток України (проблеми енергетики) / Лившиц О. К., Хазан В. Б, Крыжановский Р. А. и др. — К.: КЕР, 1997. — 72 с.
22. Крыжановский, Р. А. Информация и экология / Громова Е. Н., Ковалёв В. Г., Крыжановский Р. А. и др.- Одесса: Консалтинг, 1997. — 224 с.
23. Крыжановский, Р. А. Управление береговой зоной Украины / Степанов В. Н., Громова Е. Н., Крыжановский Р. А. и др. — Одесса: ИПРЭЭИ, 1998. — 240 c.
24. Крыжановский, Р. А. Экономика природопользования / Балацкий О. Ф., Степанов В. Н., Крыжановский Р. А. и др. // — Киев: Наукова думка, 1998. — 481 с.
25. Крыжановский, Р. А. Природоохранное регулирование в рыночных отношениях / Ковалев В. Г., Степанов В. Н., Крыжановский Р. А. и др. — Одесса: ИПРЭЭИ НАН Украины, 1998. — 192 с.
26. Крыжановский, Р. А. Основы маркетинга / Крыжановский Р. А. — Одесса: ХГЭУ, 1999. — 201 с.
27. Крыжановский, Р. А. Управление морским природопользованием / Степанов В. Н., Крыжановский Р. А., Громова Е. Н. и др. — Одесса: ХГЭУ, 1999. — 320 с.
28. Крыжановский, Р. А. (автор и составитель). Экономическая теория. Макроэкономика / Крыжановский Р. А. — Одесса: ХГЭУ, 1999. — 160 с.
29. Крыжановский, Р. А. Экономика морского и континентального природопользования / Крыжановский Р. А., Громова Е. Н., Кононенко М. Р. — Одесса: Консалтинг, 2000. — 174 с.
30. Крыжановский, Р. А. Экономические проблемы природоохранного менеджмента / Ковалёв В. Г., Крыжановский Р. А. и др. — Одесса: ОГЭУ, 2002. — С. 331. — ISBN з помилкою 966-8043-07-03.
31. Крыжановский, Р. А. Политика мобилизации интегрального ресурса региона. Книга 1 / Буркинский Б. В., Харичков С. К., Крыжановский Р. А. и др. // ИПРЭЭИ НАН Украины, 2002. — С. 332 — ISBN 966-02-2427-3.
32. Крыжановский, Р. А. Экономико-экологическое прогнозирование (методология, методы, приложения) / Степанов В. Н., Крыжановский Р. А. и др. — Одесса: ИПРЭЭИ НАН Украины, 2003. — С. 350. — ISBN 966-02-3268-3.
33. Крыжановский, Р. А. Экономико-экологическое прогнозирование. Маркетинговый подход / Крыжановский Р. А., Кононенко М. Р. — Одесса: ИПРЭЭИ НАН Украины, 2004. — С. 219. — ISBN 966-8043-10-3.
34. Крыжановский, Р. А. Экономико-экологические показатели прогнозирования морехозяйственной деятельности. ИПРЭЭИ НАН Украины / Крыжановский Р. А., Ковалёва Н. Г. 2004. — 56 с.
35. Крыжановский, Р. А. Проблемы экономико-экологической оценки и прогнозирования развития приморских регионов / Степанов В. Н., Крыжановский Р. А., Кононенко М. Р. и др. — Одесса: ИПРЭЭИ НАН Украины. 2007. — 407 с.
36. Крыжановский, Р. А. Экономико-экологическая безопасность морехозяйственной деятельности / Буркинский Б. В., Степанов В. Н., Крыжановский Р. А. и др. — Одесса: Феникс, 2008. — С. 847. — ISBN 978-966-438-100-7.
37. Крыжановский, Р. А. Научные основы антикризисных управленческих решений / Крыжановский Р. А., Кононенко М. Р. — Одесса: ИПРЭЭИ НАН Украины, 2008. — 56 с.
38. Крыжановский, Р. А. Научные основы комплексного подхода к мноаспектности в развитии теории управления / Ковалёва Н. Крыжановский Р. А., Громова Е. Н. и др. — Одесса: ОГЭУ, 2009. — С. 410 — ISBN 966-8043-42-1.
39. Крыжановский, Р. А. Интегрированное управление ресурсами и безопасностью в бассейне Азовского моря / Степанов В. Н., Крыжановский Р. А. и др. — Одесса: ИПРЭЭИ НАН Украины, 2010. — С. 672. — ISBN 978-966-02-5748-1.
40. Крыжановский, Р. А. Инструментарий антикризисного управления природопользованием в морских рекреационных зонах / Громова Е. Н., Косовская Е. В., Крыжановский Р. А. — Одесса: ИПРЭЭИ НАН Украины, 2011. — С. 163. — ISBN 978-966-02-5975-1.
41. Крыжановский, Р. А. Кто такие баптисты? / Крыжановский Р. А. — Одесса: ХГЭУ, 2011. — 142 с.
42. Крыжановский, Р. А. Кто такие баптисты? Серия «Национальные евангельские авторы» / Крыжановский Р. А. — Киев: Духовное возрождение, 2012. — С. 190. — ISBN 978-966-8043-59-8.
43. Крыжановский, Р. А. Теплонасосна энергетика в екологізації паливно-енергетичного комплексу України / Громова О. М., Гетьман О. Л., Крижановський Р. О. та ін. — Одесса: ІПРЕЕД НАН України, 2013. — С. 196.— ISBN 978-966-02-6748-0.
44. Крыжановский, Р. А., Лобазов П. К., Павлюк П. А. Портрет современного верующего, т. 1. Баптизм и баптисты. — Одесса: ХГЭУ, 2012. — С. 289. — ISBN 978-966-8043-62-8.
45. Крыжановский, Р. А. Маркетинг-менеджмент. — Одесса: ХГЭУ, 2013 г. — С. 364. — ISBN 978-966-8043-65-9.

Всього більше 280 опублікованих наукових робіт.

## Нагороди
- Почесна грамота Президії НАН України, орден Святої Софії «За особливий внесок у відродження духовності, національної науки та культури», міжнародна нагорода «Millenium Award» (Оксфорд, Англія)[5][6], «За заслуги перед людством, досягнення в сфері підготовки фахівців різних професій», Почесна відзнака міського голови Одеси «За заслуги перед містом Одеса», медаль МГЕІ «За досягнення в галузі освіти», орден ХГЕУ «За розвиток духовно-світської освіти», Міжнародна нагорода «Laurels of Fame»[7].
- За заслуги у відродженні духовності нагороджений Орденом святих рівноапостольних Кирила і Мефодія.
- У 2013 році у конкурсі «Людина року в українському християнстві» зайняв друге місце (в 2011,2012 рр. — III місце).